# Maman (drag queen)
Pour les articles homonymes, voir Maman et Morel.
Maman, Serge Morel au quotidien, né le 9 avril 1967, est une transformiste/drag queen belge, à l'origine du cabaret Chez Maman, à Bruxelles.

## Biographie

### Famille, jeunesse et études
Fils unique, Serge Morel grandit à Anderlecht, où sa grand-mère Louise possède une maison. Son père, dont la famille est originaire de Tournaisis et du nord de la France, est employé chez Philips ; sa mère, née à Bruxelles d'une famille de Flamands, ouvrière chez UCB.
Passionné par le spectacle vivant, Serge Morel commence à faire du théâtre à l'école primaire, sous la direction d'une institutrice. C'est dans ce cadre qu'il interprète, à l'âge de huit ans, son premier rôle féminin.
Inscrit à l'Université libre de Bruxelles (ULB) où il étudie le journalisme et la communication, Serge Morel rejoint le Cercle Homosexuel Etudiant (CHE) dont il devient le secrétaire. 
À l'âge de vingt-trois ans, alors qu'il a arrêté ses études après deux ans, il fait une tentative de suicide. Il travaille ensuite en tant qu'aide-jointeur (ouvrier marteau-piqueur) à la Régie des Télégraphes et Téléphones (RTT) durant quelques mois, puis comme vendeur de pop-corn dans des cinémas bruxellois,.

### Carrière
C'est à la fin de l'année 1989, sur la scène du Vaudeville, que Serge Morel commence régulièrement à se produire dans des numéros travestis, après avoir sympathisé avec deux des animateurs de la boite de nuit à la terrasse du Falstaff,. Reprenant le surnom que lui et ses amis lui ont donné à l'occasion de vacances en Normandie, c'est à partir de ce moment-là qu'il invente le personnage de Maman,. Cinq ans plus tard, le 3 décembre 1994, elle ouvre son propre cabaret, Chez Maman, avec l'aide financière de sa grand-mère.
À la rentrée 2002, Maman intègre l'équipe de l'émission des @llumés.be, diffusée sur la RTBF,.
Repéré par son éditeur lors d'un débat sur l'homoparentalité à la télévision, Serge publie Et Serge créa Maman en 2008, un livre qui retrace son parcours.
En 2019, Maman apparait aux côtés de Mademoiselle Boop, Loulou Velvet et Kimi Amen dans le documentaire Mother's d'Hippolyte Leibovici. Celui-ci donne à voir quatre « générations » de drag queens, Maman ayant formé Mademoiselle Boop, qui à son tour a formé Loulou Velvet, avant que cette dernière ne forme Kimi Amen.
En juin 2021, Maman annonce prendre sa retraite. À l'origine prévue pour 2022, celle-ci a été précipitée par la pandémie de Covid-19 et la fermeture qui s'est ensuivie en mars 2020. Tandis que Serge Morel part s'installer en Corrèze, dans le sud-ouest de la France, avec son compagnon et sa mère, Sugar Love, une autre drag queen, prend sa suite à la direction artistique de Chez Maman.

### Engagements politiques
Dans les années 2000, Maman défend à la télévision le droit au mariage et à l'adoption pour les couples homosexuels. Elle se montre par ailleurs quelque peu critique des lois anti-discriminations.

## Théâtre
- 2006 : Fever de Sébastien Ministru au Théâtre de la Toison d'or : la Présidente de Feverland
- 2008 : Cendrillon, ce macho ! de Sébastien Ministru au Théâtre de la Toison d'or : la belle-mère de Cendrillon
- 2021 : Les aventures de Loulou canard